# Heilig-Geist-Kirche (Landshut)

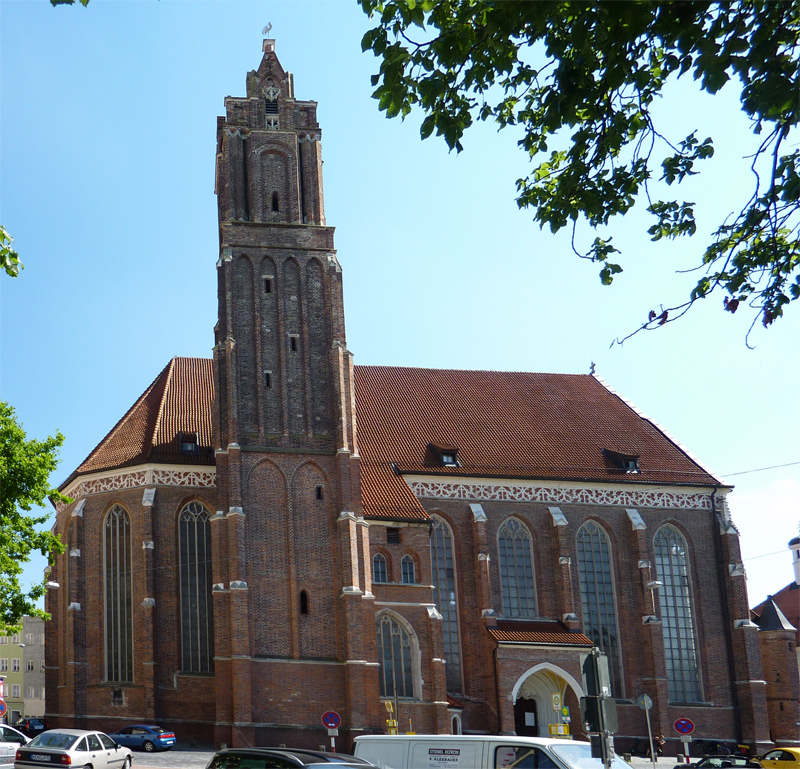
Außenansicht der Heilig-Geist-Kirche von Norden

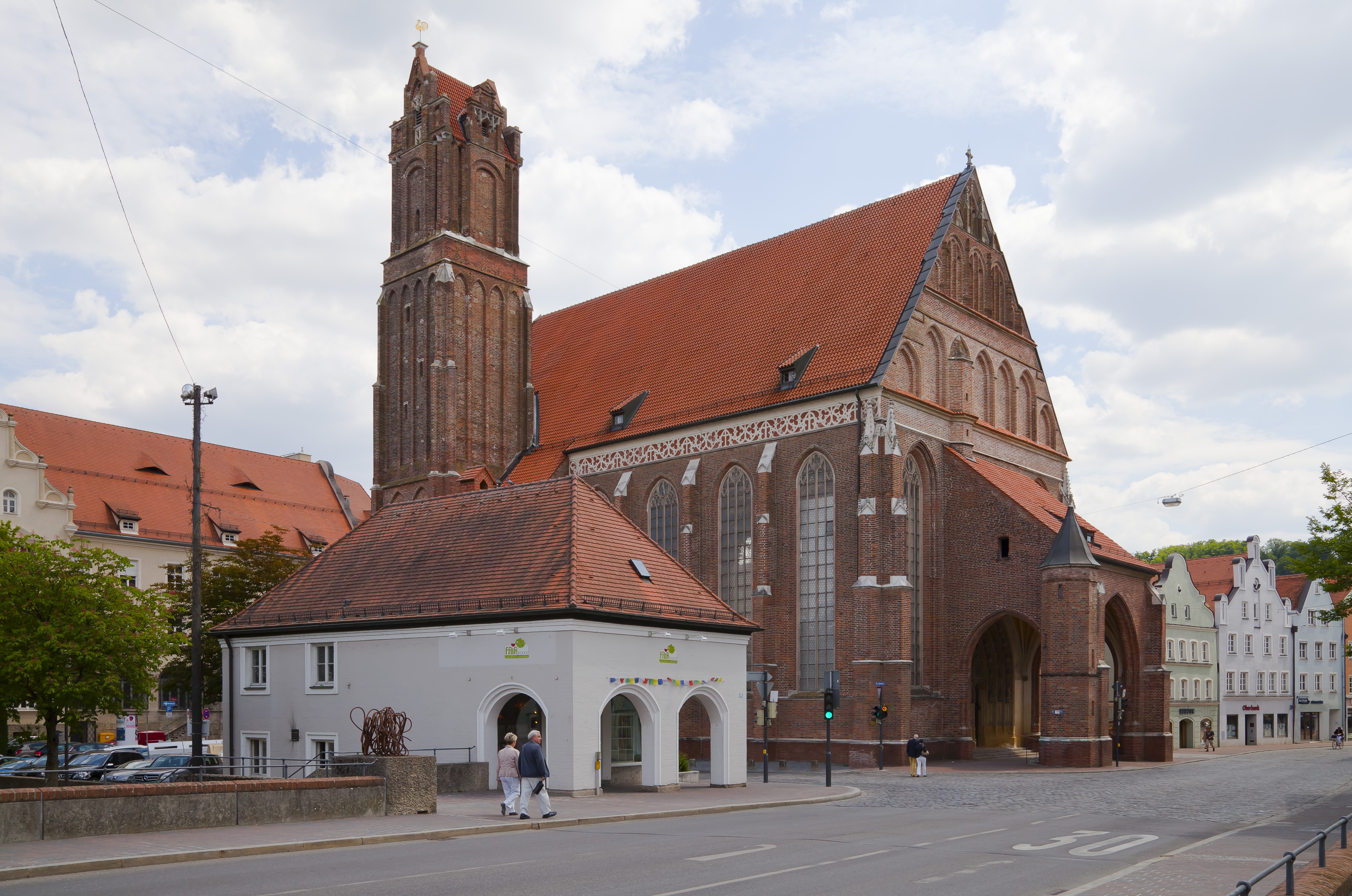
Außenansicht der Heilig-Geist-Kirche von Nordwesten

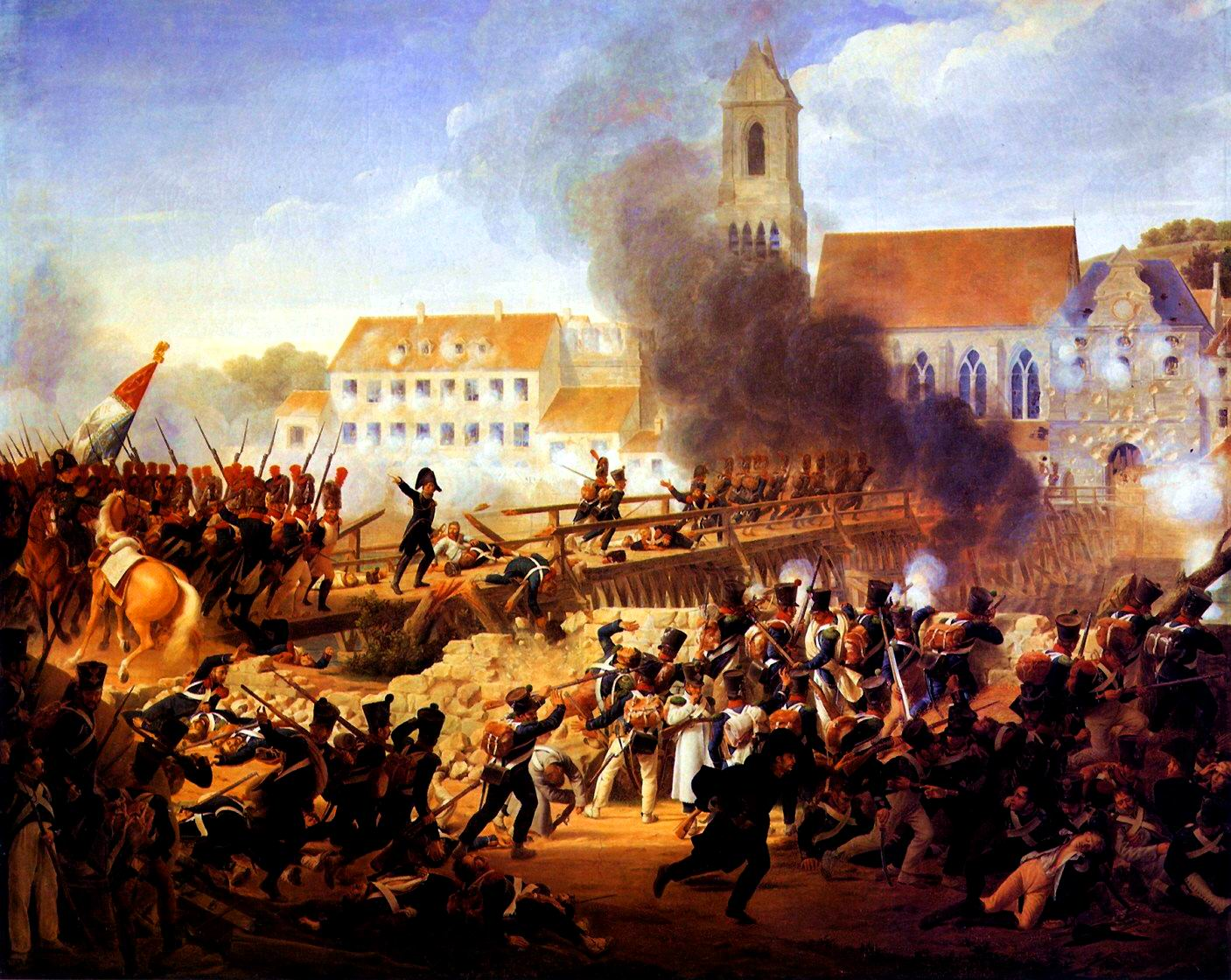
Erstürmung der Brücke von Landshut (1809) Gemälde von Louis Hersent (1777–1860);
Im Hintergrund die Heilig-Geist-Kirche im Bauzustand von 1809; man beachte die damals noch nicht zugemauerten Fenster des Turms

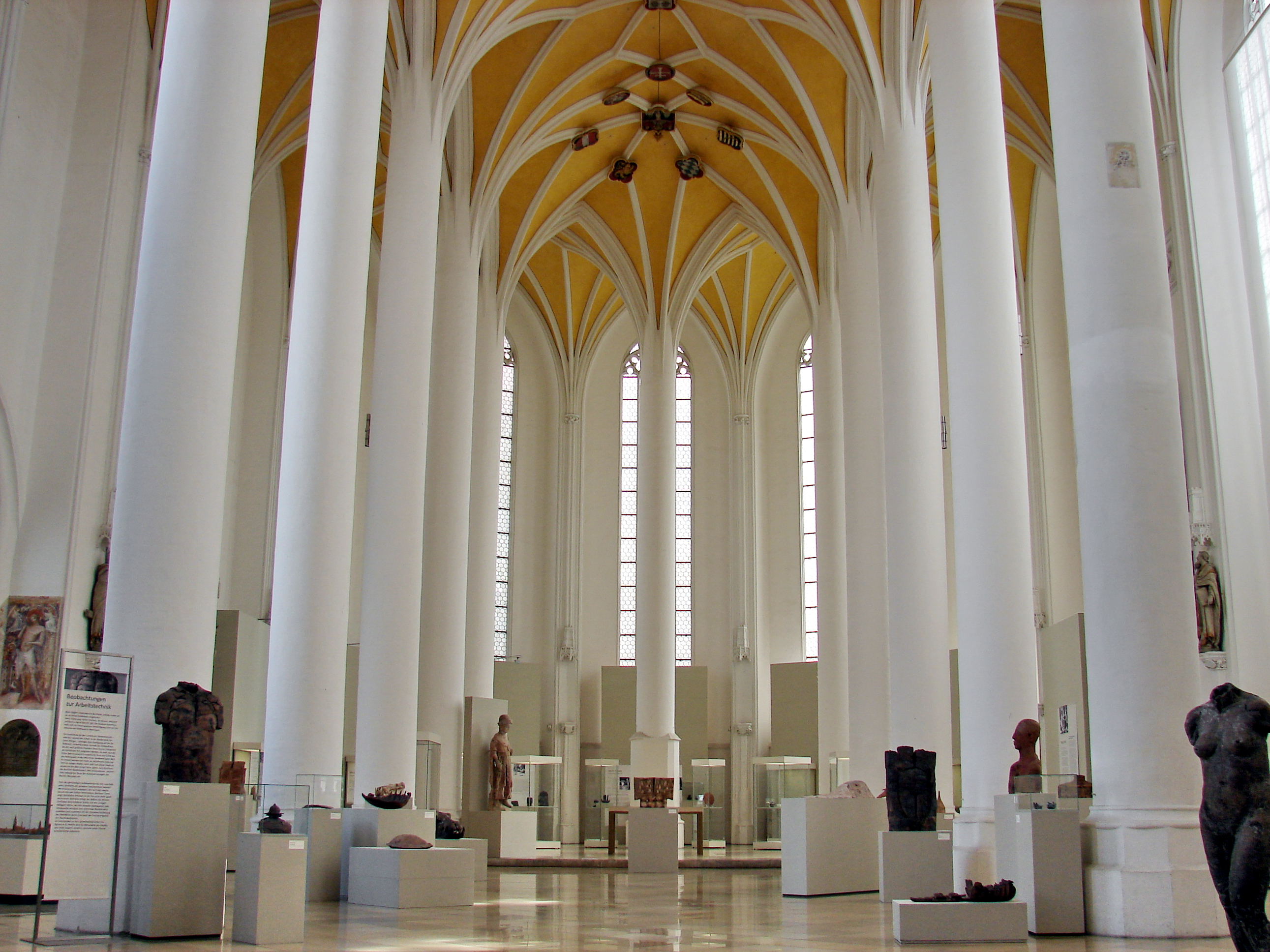
Heilig-Geist-Kirche: Innenraum

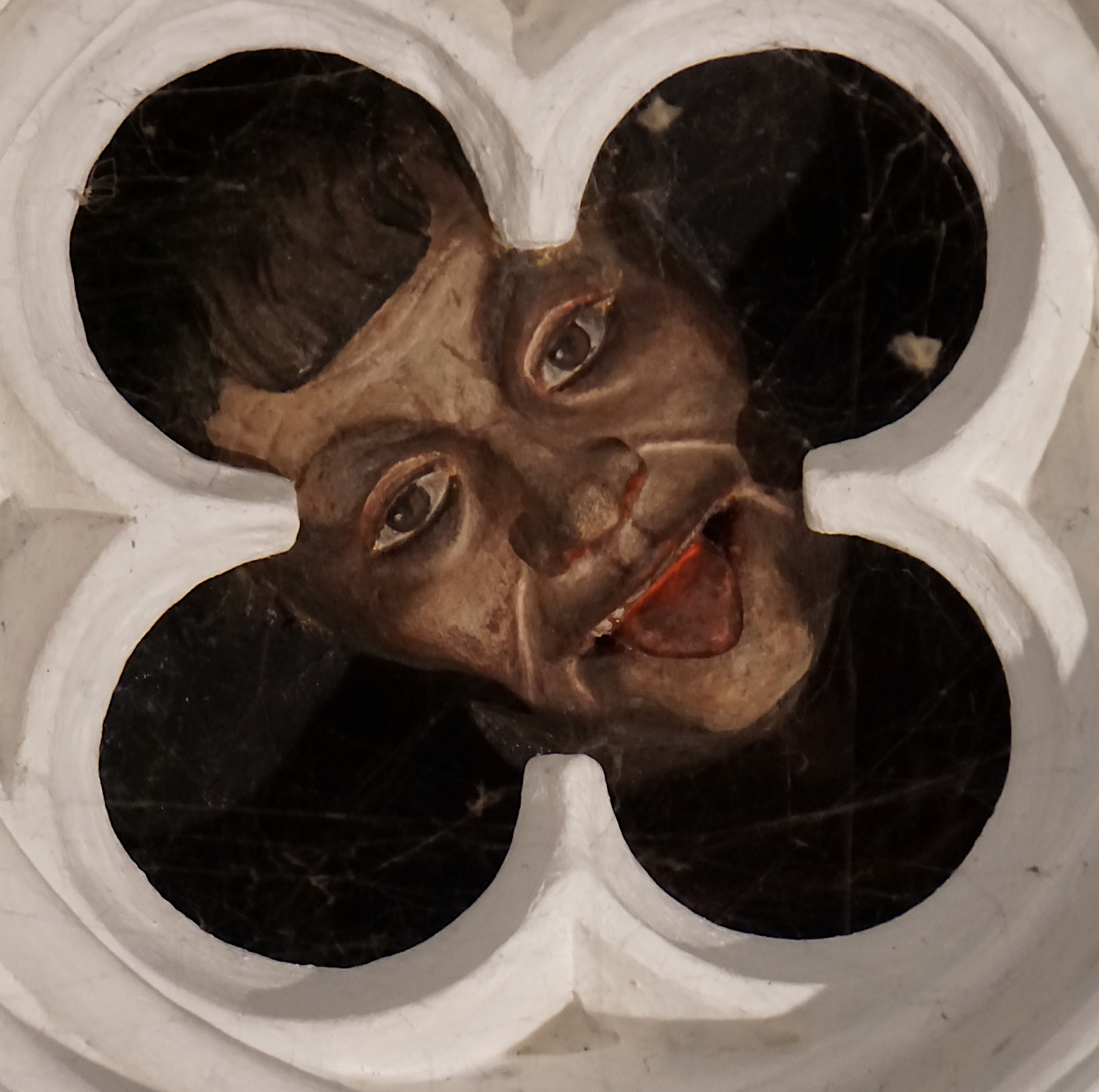
Vom Gewölbe der Sakristei schaut der Teufel herab

Die römisch-katholische Heilig-Geist-Kirche (auch Spitalkirche Heilig Geist) in der Landshuter Altstadt ist eine Nebenkirche der Pfarrei St. Martin. Sie befindet sich im Besitz der Stadt Landshut. Die dreischiffige, spätgotische Hallenkirche wurde in den Jahren 1407 bis 1461 nach den Plänen des Hans von Burghausen erbaut. Seit dem Abschluss einer größeren Sanierungsmaßnahme im Jahr 1998 wird sie als Ort für Ausstellungen der Museen der Stadt Landshut genutzt, ist aber nicht profaniert. Das Patrozinium wird alljährlich mit einer Messe am Pfingstmontag gefeiert. Ansonsten finden in der Heilig-Geist-Kirche keine Gottesdienste statt.

## Lage
Die Heilig-Geist-Kirche bildet damit den architektonischen Abschluss des Straßenzugs Altstadt nach Norden hin und liegt nur wenige Meter von der Großen Isar entfernt. Der Platz zwischen Kirche und Fluss wird nach der ursprünglichen Funktion des östlichen anliegenden Gebäudes als Postplatz bezeichnet. Die Brücke über die Große Isar, welche die Altstadt mit der Zweibrückenstraße verbindet, trägt dagegen die Bezeichnung Heilig-Geist-Brücke. Der etwa in der Verlängerung der Kirchenachse nach Osten führende Straßenzug heißt Heilig-Geist-Gasse. Auf der gegenüberliegenden Altstadt-Seite befindet sich das 1208 gegründete Heilig-Geist-Spital, das historisch in enger Verbindung mit der Kirche steht.

## Geschichte
Die Grundsteinlegung zu dem heutigen, gotischen erfolgte am 20. Januar 1407 an einer Stelle, an der zuvor eine um 1200 erbaute, romanische Basilika stand. Reste dieser Vorgängerkirche, die ebenfalls ein Backsteinbau und ebenfalls in Verbindung mit dem Heilig-Geist-Spital stand, wurden in den 1990er Jahren bei Sanierungsarbeiten entdeckt. Nachdem die Spitalkirche um 1400 abgebrochen worden war, wurden die Pläne für den spätgotischen Neubau der Heilig-Geist-Kirche von Hans von Burghausen erstellt. Unter dessen Leitung wurde etwa zur gleichen Zeit auch die Martinskirche in Landshut begonnen. Bereits 1418 wurde einer Inschrift zufolge die Sakristei fertiggestellt. Nach seinem Tod im Jahr 1432 – bisher waren Chor und die beiden östlichen Joche des Langhauses fertiggestellt – übernahm Hans Stethaimer die Bauarbeiten. Im Jahr 1444 wurden der Dachstuhl aufgesetzt und der hohe Westgiebel aufgemauert, 1446 wurde das Dach eingedeckt. 1461 konnten die Arbeiten mit der Einziehung des Gewölbes fertiggestellt werden. Dies bezeugt die Inschrift auf einem Schlussstein des Mittelschiffgewölbes. Die unterwölbte Empore im westlichen Joch des Mittelschiffes wurde im 16. Jahrhundert errichtet.
Viele Teile der zuvor barocken Ausstattung der Kirche wurden gegen Ende des 19. Jahrhunderts durch neugotische Stücke ersetzt. Diese wiederum wurden in den Jahren 1960/61 mit einigen Ausnahmen wieder entfernt. Der letzte Altar der Kirche, der nach 1961 aufgestellt wurde, wurde von dem in Ganslberg bei Landshut lebenden Bildhauer Fritz Koenig geschaffen. Durch die Nutzung als Ausstellungsraum seit 1998 wurde ein Großteil der Ausstattung entfernt. In den letzten Tagen des Zweiten Weltkriegs wurde die Kirche schwer beschädigt, als zurückziehende Truppen die nahe gelegene Heilig-Geist-Brücke über die Große Isar sprengten. Nach der Sanierung, die von 1992 bis 1998 andauerte, sind nur noch wenige Spuren dieser Beschädigungen zu sehen. In erster Linie war die Sanierung notwendig geworden, da infolge des absinkenden Grundwasserspiegels die Eichenpfahlfundamente zunehmend verfaulten. Der Chor hatte sich bereits gesenkt, an Außenwänden und Jochbögen hatten sich Risse gebildet und das Gewölbe drohte bei weiterem Schub einzustürzen.

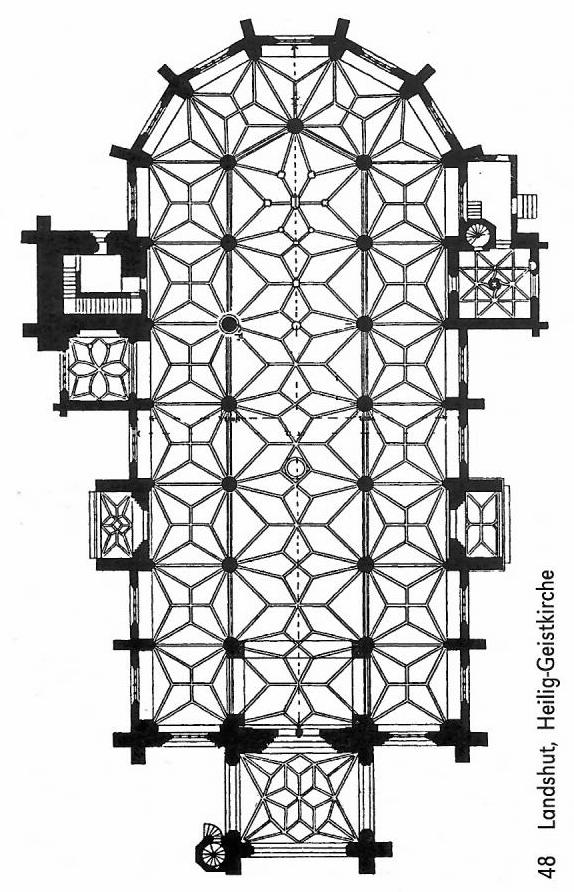

## Beschreibung

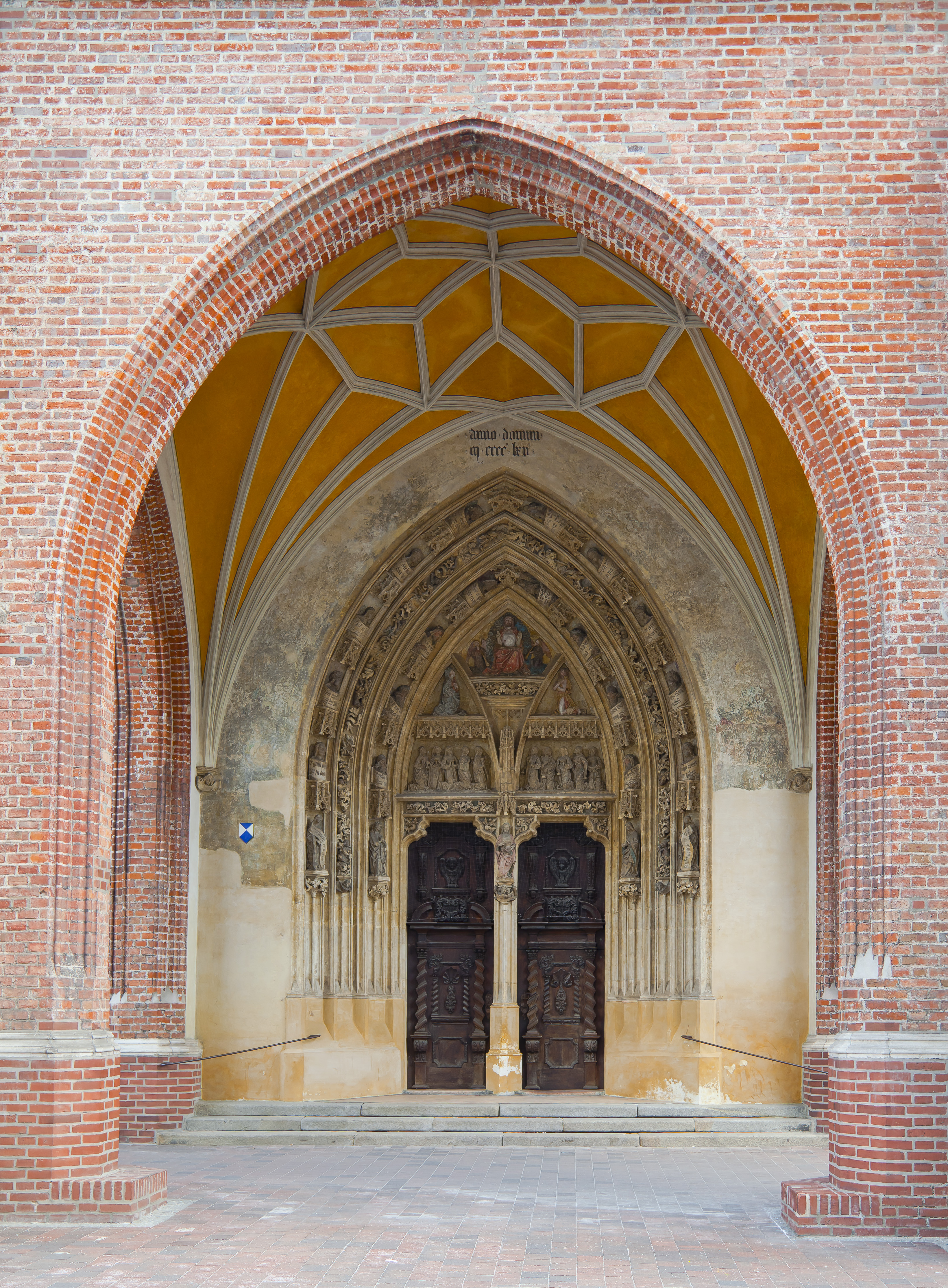
Westportal (1462)

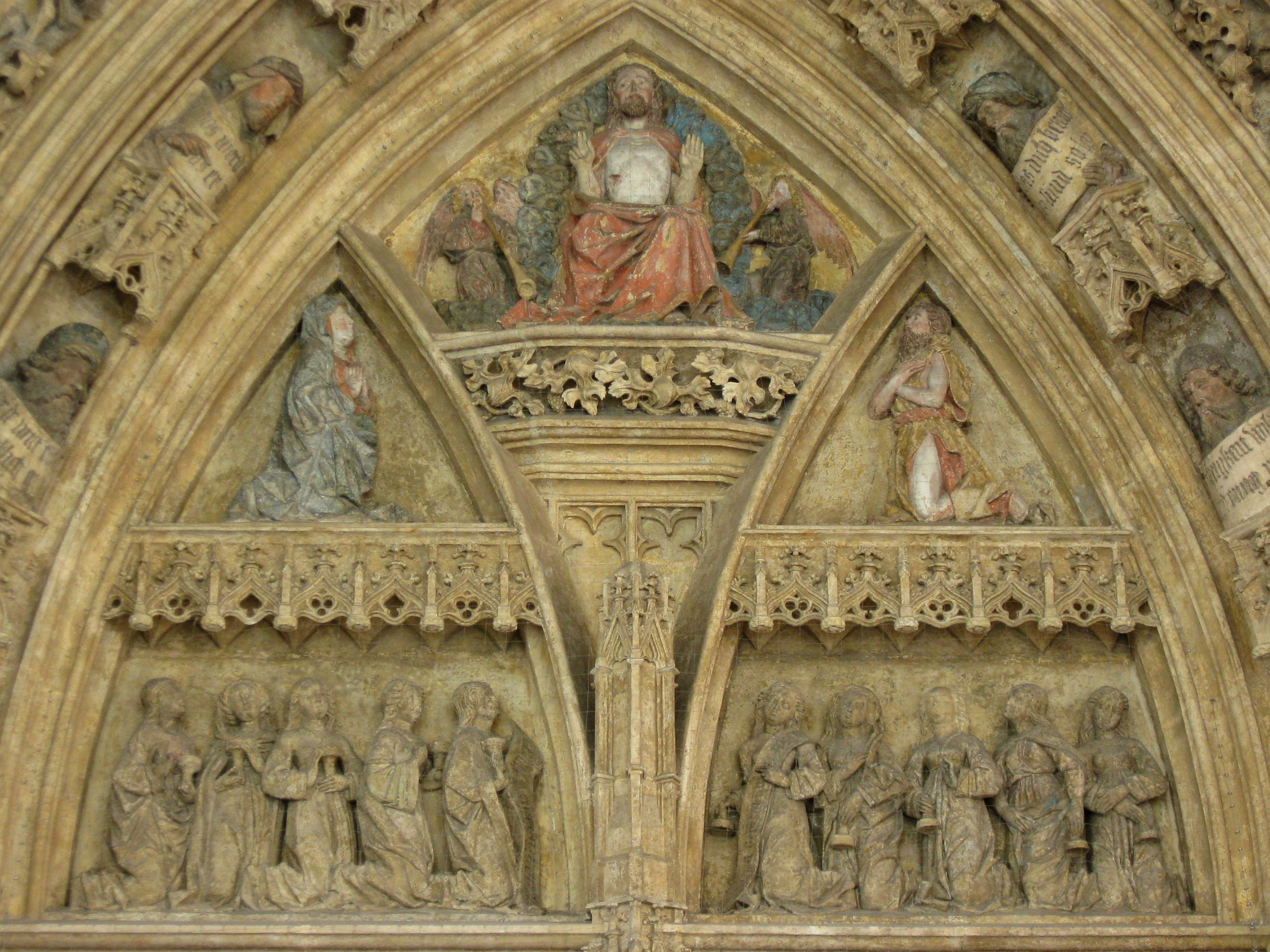
Tympanon des Westportals

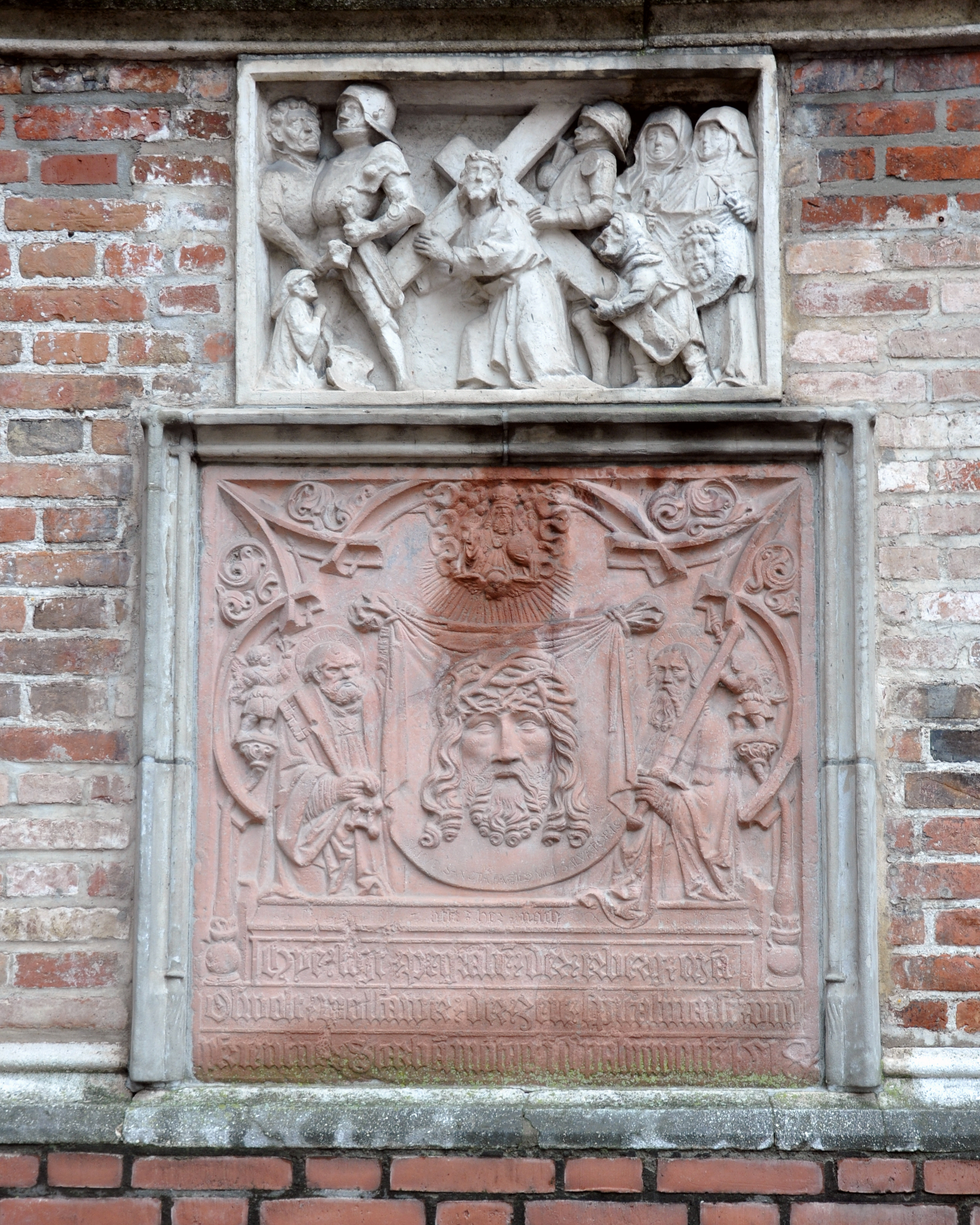
Relief an der südlichen Außenmauer

### Architektur und Ausstattung
Die Heilig-Geist-Kirche ist eine dreischiffige, spätgotische Hallenkirche. Die drei gleich hohen Kirchenschiffe zu je sechs Jochen werden von einem Sterngewölbe überspannt. Basierend auf dem Chorpfeiler in der Mittelachse finden die Seitenschiffe in einem angedeuteten Chorumgang ihre Fortsetzung und umschließen damit förmlich das Mittelschiff mit dem keilförmig geschlossenen Binnenchor. Durch diese architektonische Gestaltung und die gleichmäßige Höhe der Schiffe erscheint das Kircheninnere als besonders weiträumig. Außergewöhnlich ist auch die an der Westseite angebaute Portalvorhalle, die für viele weitere Kirchen als Vorbild diente. An der Nordseite sind der unvollendet gebliebene Turm und die daran angrenzende Katharinenkapelle angebaut, auf der Südseite die zweigeschossige Sakristei. Die Kirche besitzt drei Portale, wobei das Westportal mit der Vorhalle das am reichsten gegliederte ist, während Nord- und Südportal einfachere Formen aufweisen. Das Westportal wird Hans Stethaimer und seinen Mitarbeitern zugeschrieben und weist reichen ornamentalen Stuck auf. Das Tympanon zeigt eine Weltgerichtsszene, das zentral über dem Mittelpfeiler des Portals auch ein Erbärmdebild enthält. Über dem Spitzbogen steht die Jahreszahl 1462, die wohl das Entstehungsjahr bezeichnet.
Die Sakristei mit einer als Selbstbildnis des Hans von Burghausen interpretierten Gewölbekonsole schließt an das sechste Joch des südlichen Seitenschiffes an. Der Turm mit rechteckigem Grundriss ist genau gegenüber an das nördliche Seitenschiff angebaut. Die Katharinenkapelle, die unmittelbar an das Turmerdgeschoss anschließt ist, ist folglich mit dem fünften Joch von Westen verbunden. Sie ist ferner mit einem aufwändigen achtstrahligen Sterngewölbe ausgestattet und besitzt Fenster mit kunstvollen Glasgemälden aus dem Jahr 1511 – entworfen vom Maler Sigmund Gleismüller und angefertigt von seinem Berufsgenossen Hans Wertinger. Außerdem enthält die Kapelle ein Wandfresko des Schmerzensmannes, umgeben zwei Engeln und diversen Leidenswerkzeugen.
Ursprünglich war vorgesehen, dass der Turm noch höher als der der Martinskirche werden sollte. Dies wurde allerdings aus Kostengründen nicht realisiert, wie man an dem „kurzen“ Turm erkennen kann. Andere Stimmen führen dagegen aus, der Turm halte sich vornehm zurück einerseits eben wegen der Martinskirche, andererseits weil er dadurch den Blick auf den gesamten eigenen Baukörper richten will, nämlich von der „Eingangsseite“ der Altstadt her – deswegen wohl auch die eher ungewöhnliche Nordposition des Turmes.
Im Chorumgang befinden sich spätgotische Apostelfiguren aus der Zeit um 1470 bis 1480. Die klassizistischen Figurentabernakel an den Wanddiensten mit Christus Salvator, Mater Dolorosa und verschiedenen Aposteln sind um 1790 entstanden und stammen von dem Landshuter Bildhauer Christian Jorhan d. Ä. Von ihm stammt auch das Rokoko-Kruzifix in der Sakristei, das um 1760 geschaffen wurde.
Die Kirche enthält diverse Epitaphien, von denen einige besondere Aufmerksamkeit verdienen:
- die heraldische Grabplatte von Hanns Altheimer († 1414),
- das Epitaph der Spitalmeisterin Barbara Elsendorfer († 1460), ein Spätwerk des Architekten und Steinmetzes Hans Stethaimer,
- der figürliche Grabstein des Herzoglichen Rates und Ritters Ulrich von Breitenstein († 1487),
- das Rotmarmorepitaph des Spitalmeisters Oswald Wolfauer († um 1510), ein Frühwerk des Landshuter Bildschnitzers Stephan Rottaler

### Würdigung
Aufgrund seiner ausgewogenen Maßverhältnisse kann die Heilig-Geist-Kirche als das gelungenste und damit als das Meisterwerk des Hans von Burghausen angesehen werden. Sie zählt neben der Martinskirche und der Jodokskirche zu den herausragenden Beispielen der Landshuter Backsteingotik. Sie diente als Vorbild für das Schirmgewölbe der Franziskanerkirche in Salzburg, die ebenfalls von Hans von Burghausen errichtet wurde.
Die Heilig-Geist-Kirche nimmt einen wichtigen Platz in der süddeutschen Kirchenarchitektur der Spätgotik ein, was ihr eine gewisse Vorbildfunktion verschaffte. Wichtige architektonischen Grundkonzepte der Landshuter Kirche wurden bei Mariä Himmelfahrt in Pischelsdorf am Engelbach, St. Johannes in Dingolfing und St. Jakob in Schrobenhausen übernommen. Auch die Spitalkirche zum Heiligen Geist in Meran, die ebenfalls einen Chormittelpfeiler besitzt, könnte die Heilig-Geist-Kirche zum Vorbild gehabt haben. Das kunstvolle Sakristeigewölbe erinnert auf das des Prager Veitsdoms und stellt eine Verbindung zur Parlerschule her.

## Nicht-sakrale Nutzung der Kirche

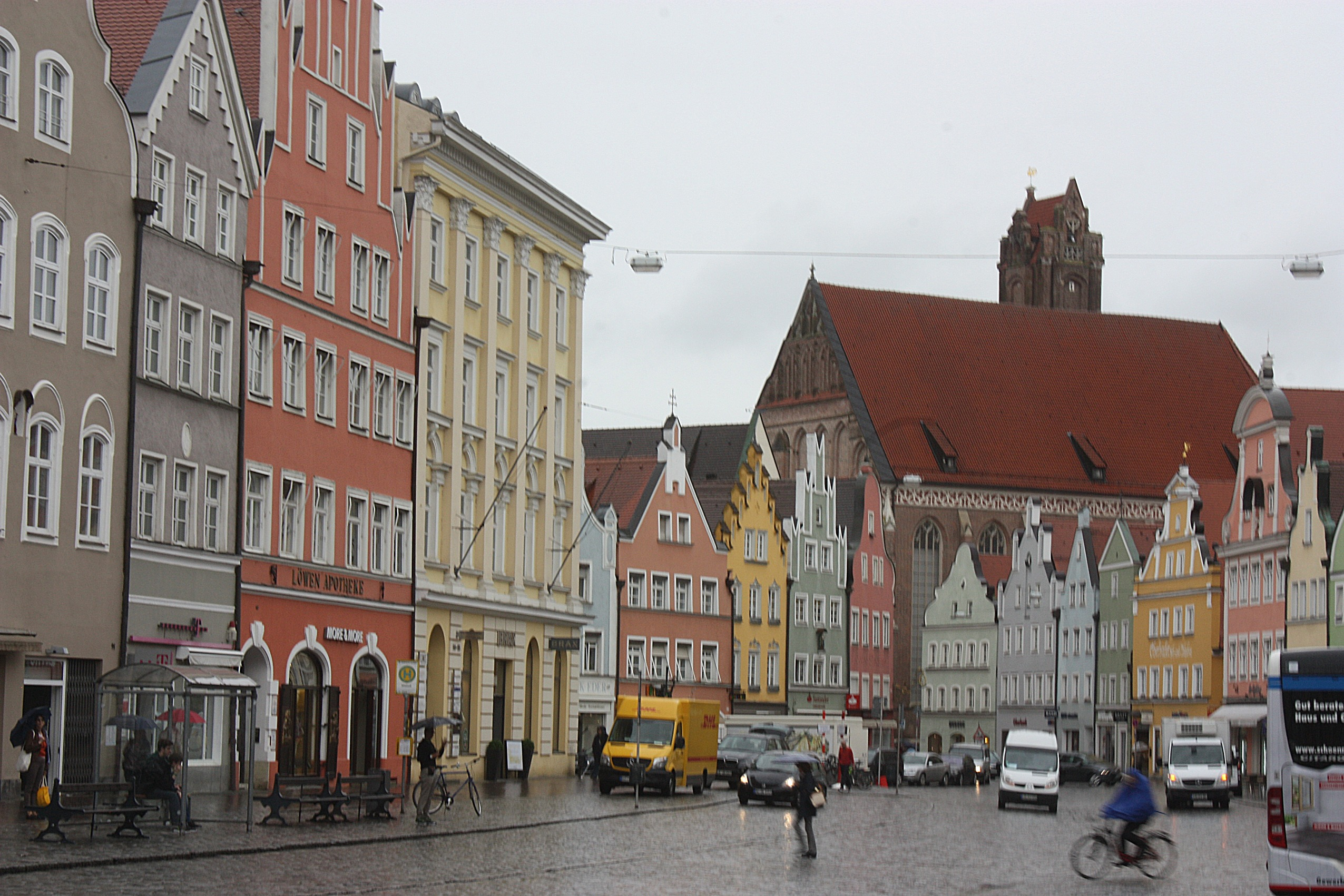
Untere Altstadt mit Heilig-Geist-Kirche

Nach umfangreichen Sanierungsarbeiten, insbesondere am Fundament, welche im Jahr 1998 beendet werden konnten, ist die Kirche heute Teil der Museen der Stadt Landshut und wird als Ausstellungsraum für wechselnde Themen sakraler und weltlicher Kunst genutzt. Die Kirche ist nicht profaniert. Dennoch findet nur einmal im Jahr ein römisch-katholischer Gottesdienst statt, nämlich am Pfingstmontag zum Patrozinium.
Eine nicht-sakrale Nutzung der Kirche gab es bereits während der Zeit der Säkularisation in Bayern: 1809 wurde die Kirche als Munitionsdepot des Militärs genutzt, 1811 verlor sie ihren Status als eigene Pfarrei. Wenige Jahre später wurde die Nutzung als Stadttheater diskutiert, was jedoch schließlich nicht umgesetzt wurde. 1816 sollte die Kirche gar gänzlich abgebrochen werden, der Abriss fand jedoch aufgrund von Protesten der Bürgerschaft Landshuts nicht statt.

### Ausstellungen
In der Heilig-Geist-Kirche wurden u. a. folgende Ausstellungen gezeigt:
- „Karl Reidel – Retrospektive 1948–2002“ (2002/2003)
- „Mit Kalkül und Leidenschaft – Inszenierungen des Heiligen in der bayerischen Barockmalerei“ (2003/2004)
- „Um Leinberger – Schüler und Zeitgenossen“ (21. Oktober 2006 bis 11. März 2007)
- „Neue Museen in Bayern seit 2000 – 17 Museums- und Ausstellungsneubauten in Bayern seit 2000 – Modelle, Photographien, Grundrisse“ (15. Juni bis 11. November 2007)
- „seligenthal.de – anders leben seit 1232“ (12. April bis 14. September 2008)
- „Die Kunst des Langen Schwertes – Ritterwelten im Spätmittelalter“ (26. Juni bis 20. September 2009)
- „90+ – Landshut seit 1918 – Ausstellung zur Stadtgeschichte“ (2010/2011)
- „Die Stadt als Bühne der Bilder – Skulpturenstadt Landshut“ (16. Juni bis 14. Oktober 2012)
- „Landshuter Hochzeit 1475“ (27. Juni 2013 bis 6. Oktober 2013)
- „Götterdämmerung – König Ludwig II.“ (8. November 2013 bis 16. Februar 2014)
- „Das Goldene Jahrhundert der Reichen Herzöge“ (13. November 2014 bis 1. März 2015)
- „Sigrid Barrett – Das plastische Werk und Arbeiten auf Papier 1979-2012“ (31. Juli 2015 bis 6. Januar 2016)

Außerdem ist die Kirche in der Advents- und Weihnachtszeit Teil des Landshuter Krippenweges.